# Chapelle Notre-Dame-du-Val de Sotteville-sur-Mer
Pour les articles homonymes, voir Chapelle Notre-Dame.
La chapelle Notre-Dame-du-Val est une chapelle catholique située à Sotteville-sur-Mer, en France.

## Localisation
L'église est située à Sotteville-sur-Mer, commune du département français de la Seine-Maritime, route de Fontaine-le-Dun.

## Historique
Une tradition attribue la construction au Xe siècle.
L'édifice est un vestige d'une léproserie du XIIe siècle dépendant de l'Abbaye de la Trinité de Fécamp.
La chapelle est modifiée en particulier au XVIe siècle.
La chapelle est vendue le 26 septembre 1792.
L'édifice est endommagé en juin 1940.
Elle est cédée à la commune de Sotteville-sur-Mer en 1983.
L'édifice est inscrit au titre des monuments historiques par arrêté du 28 septembre 2006.

## Description
L'édifice est bâti en silex, tuf et grès.
Il contenait des sculptures datées du XIIIe siècle au XVIe siècle. Il conserve un retable du XVIIe siècle et une Vierge à l'Enfant.